# Carl Wagner (Chemiker)
Carl Wilhelm Wagner (* 25. Mai 1901 in Leipzig; † 10. Dezember 1977 in Göttingen) war ein deutscher Physikochemiker. Er gilt als Wegbereiter der modernen Festkörperchemie.

## Leben
Wagner wurde 1901 als Sohn des Chemikers Julius Eugen Wagner (1857–1924) in Leipzig geboren. Sein Vater war Assistent von Wilhelm Ostwald und erster Professor für Chemiedidaktik in Deutschland sowie Geschäftsführer der Deutschen Bunsen-Gesellschaft für Physikalische Chemie.
Er besuchte bis 1920 die humanistische Thomasschule zu Leipzig. Danach studierte er Chemie an der Universität Leipzig. In Elektrochemie wurde er 1924 bei Max Le Blanc mit der Dissertation Beiträge zur Kenntnis der Reaktionsgeschwindigkeit in Lösungen zum Dr. phil. promoviert.
Von 1924 bis 1927 war er wissenschaftlicher Assistent am Pharmazeutischen Institut der Ludwig-Maximilians-Universität München. Er habilitierte sich 1927 bei Theodor Paul mit der Arbeit Beiträge zur Kenntnis des Mechanismus chemischer Reaktionen und wurde Privatdozent für Angewandte Chemie.
Von 1927 bis 1928 war er Stipendiat der Notgemeinschaft der deutschen Wissenschaft (heute: Deutsche Forschungsgemeinschaft) am Bodensteinschen Institut der Friedrich-Wilhelms-Universität zu Berlin. Er begegnete während seines Aufenthalts Walter Schottky und Wilhelm Jost, die ihn wissenschaftlich prägten.
Von 1928 bis 1933 war er Privatdozent und Assistent am Chemischen Institut der Friedrich-Schiller-Universität Jena. 1933 wurde er zum außerordentlichen Professor berufen. Zusammen mit Walter Schottky und Hermann Ulich verfasste er 1930 das bekannte Werk Theorie der geordneten Mischphasen. In diesem begründeten sie die Fehlstellenthermodynamik der Festkörperchemie.
Von 1933 bis 1934 war er Vertretungsprofessor für Physikalische Chemie an der Universität Hamburg. Im Jahr 1934 wurde er außerordentlicher und 1940 ordentlicher Professor für Physikalische Chemie an der Technischen Hochschule Darmstadt. Er gehörte zu den Führungspersönlichkeiten und entwickelte Steuerungsmechanismen für die deutsche Raketenentwicklung in der Heeresversuchsanstalt Peenemünde.

1933 war Wagner in die SA eingetreten. Er entzog sich der Entlassung und der Entnazifizierung durch Weggang in die USA. 

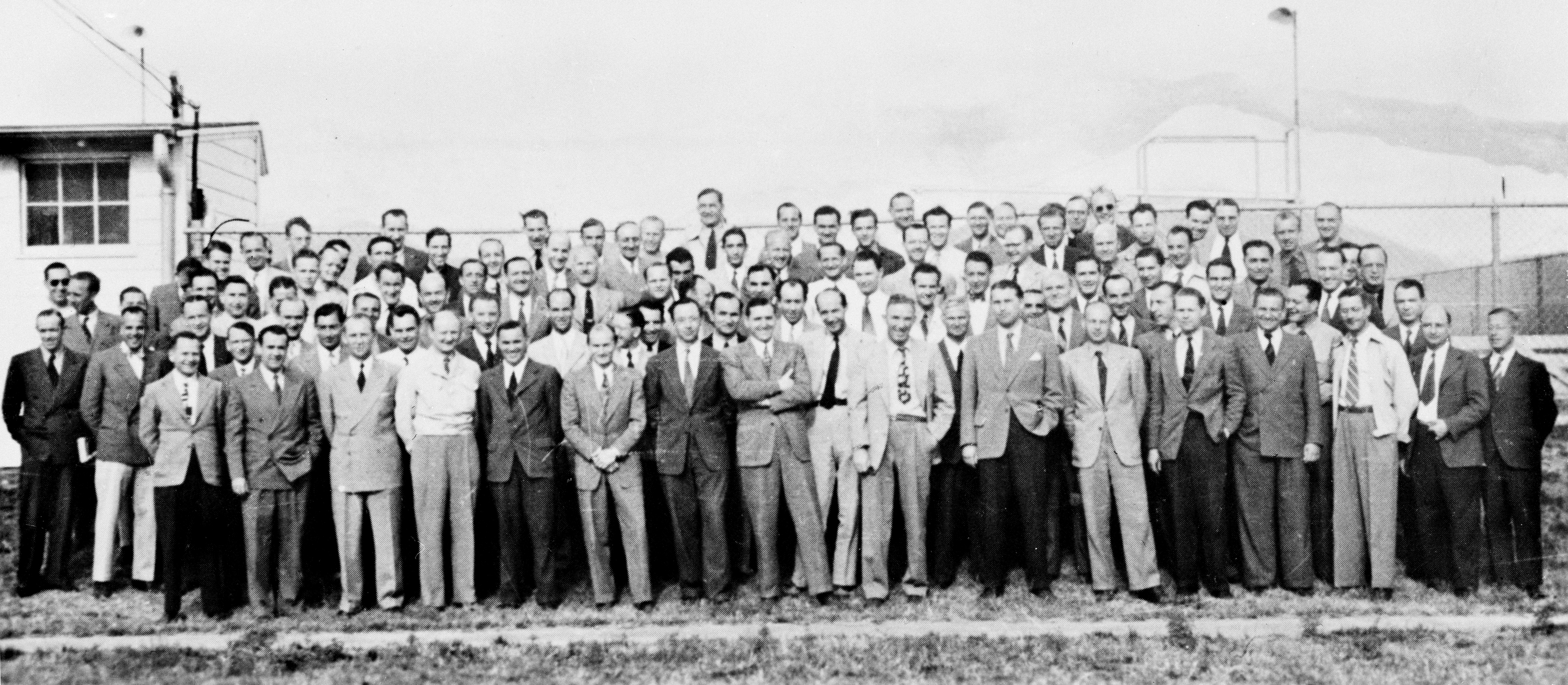
Gruppe von Raketenforschern des Project Paperclip

 Von 1945 bis 1949 war er Scientific Advisor des Ordnance Research and Development Division Sub-Office (Rocket) auf Fort Bliss in El Paso, Texas. Er gehörte zur Arbeitsgruppe von Wernher von Braun und beschäftigte sich mit der Thermodynamik von Raketenbrennstoffen. Von 1950 bis 1954 war er Gastprofessor am Massachusetts Institute of Technology (MIT) in Cambridge, USA. 1955 wurde er Professor für Metallurgie.
1958 kehrte er zurück nach Deutschland und war bis 1966 als Nachfolger von Karl Friedrich Bonhoeffer Direktor des Göttinger Max-Planck-Instituts für physikalische Chemie tätig, welches 1971 im Max-Planck-Institut für biophysikalische Chemie aufging. Auch danach arbeitete und veröffentlichte er wissenschaftlich weiter im Kontakt mit den jüngeren Wissenschaftlern im Max-Planck-Institut für biophysikalische Chemie. 1960 erhielt er eine Honorarprofessur an der Universität Göttingen. 1961 hat er in dem Aufsatz Theorie der Alterung von Niederschlägen durch Umlösen (Ostwald-Reifung) quantitativ die Theorie der Ostwald-Reifung beschrieben.
Carl Wagner verstarb 1977 in Göttingen.

## Wissenschaft
Wagner zählte zu den Wegbereitern der modernen Festkörperchemie. Er begründete die Festkörper-Elektrochemie und leistete einen wichtigen Beitrag zur Korrosion. Weiterhin beschrieb er die Bildung von Doppelsalzen (u. a. Spinell) und untersuchte das Anlaufen von Metallen mit Hilfe der Theorie der Gitterfehler. Die Theorie diente außerdem zur Beschreibung des Leitungsmechanismus der Nernstlampe.
Der von ihm geschaffene Wagner-Faktor oder thermodynamische Faktor ist eine dimensionslose Zahl und dient in der Elektrochemie der Beschreibung der Stromverteilung:
{\displaystyle W\!a={\frac {\kappa }{L}}\cdot {\frac {d\eta }{dj}}}
- {\displaystyle \kappa } Leitfähigkeit der Elektrolyten [Ω−1·m−1]
- {\displaystyle {\frac {d\eta }{dj}}} Variation der Polarisation der Elektrode in Abhängigkeit von der Variation der Stromdichte [Ω·m2]
- {\displaystyle L} Die charakteristische Länge [m]

## Auszeichnungen und Mitgliedschaften
- 1951: Palladium-Medaille der Electrochemical Society
- 1952: Ehrendoktor (Dr. rer. nat. h. c.) der Technischen Hochschule Darmstadt
- 1954: Mitglied der American Academy of Arts and Sciences
- 1956: Mitglied der Deutschen Akademie der Naturforscher Leopoldina
- 1957: Willis R. Whitney Award (NACE)
- 1959: Wilhelm-Exner-Medaille des Österreichischen Gewerbevereins
- 1959: Korrespondierendes Mitglied der Sächsischen Akademie der Wissenschaften
- 1960: Ordentliches Mitglied der Akademie der Wissenschaften zu Göttingen
- 1961: Bunsen-Denkmünze der Deutschen Bunsen-Gesellschaft für Physikalische Chemie
- 1964: Carl-Friedrich-Gauß-Medaille der Braunschweigischen Wissenschaftlichen Gesellschaft
- 1965: Ehrendoktor (Dr.-Ing. e. h.) der Bergakademie Clausthal
- 1967: Wissenschaftliches Mitglied des Max-Planck-Institut für physikalische Chemie (später MPI für biophysikalische Chemie)
- 1967: Mitglied der National Academy of Sciences
- 1972: Heyn-Denkmünze der Deutschen Gesellschaft für Metallkunde
- 1972: Ehrenmitglied der Deutschen Bunsen-Gesellschaft für Physikalische Chemie
- 1973: Ehrenmitglied der Mathematisch-Naturwissenschaftlichen Klasse der Österreichischen Akademie der Wissenschaften
- 1973: Gold Medal der American Society for Metals
- 1973: Cavallaro Médaille der Fédération Européenne de la Corrosion
- 1973: Ehrenmitglied des American Institute of Mining, Metallurgical and Petroleum Engineers
- 1975: Korrespondierendes Mitglied der Braunschweigischen Wissenschaftlichen Gesellschaft
- 1975: Ehrenmitglied des Japan Institute of Metals

## Carl-Wagner-Preis
Zum Andenken hat das Max-Planck-Institut für biophysikalische Chemie in Göttingen den Carl-Wagner-Preis gestiftet.

## Schriften (Auswahl)
- Thermodynamik. Die Lehre von den Kreisprozessen, den physikalischen und chemischen Veränderungen und Gleichgewichten, eine Hinführung zu den thermodynamischen Problemen unserer Kraft- und Stoffwirtschaft von W. Schottky, H. Ulich und C. Wagner, Verlag Julius Springer, Berlin 1929.